# Лисовка (приток Изгожки)
Лисовка (устар. Ореховка) — река в России, протекает по территории Опочецкого и Пушкиногорского районов Псковской области. Устье реки находится на высоте 79 м над уровнем моря в 2,3 км по правому берегу реки Изгожка. Длина реки — 13 км.

## Данные водного реестра
По данным государственного водного реестра России относится к Балтийскому бассейновому округу, водохозяйственный участок реки — Великая. Относится к речному бассейну реки Нарва (российская часть бассейна).
Код объекта в государственном водном реестре — 01030000112102000027871.